# Château de Merlemont
Le château de Merlemont est situé sur la commune de Warluis (Oise), dans la région des Hauts-de-France, en France. L'édifice bénéficie d'une inscription au titre des monuments historiques le 9 octobre 1979 pour son pignon Nord avec ses deux tourelles en encorbellement, la tourelle du Sud-Ouest et la salle voûtée en sous-sol. Le 25 juin 2020 le reste du domaine est inscrit.

## Historique
Les plus anciennes références au domaine remontent au XIIe siècle lorsque le seigneur Roscelin de Merlemont habite le lieu appelé « Vieux Castel ».
Un mur de soutènement en pierre de deux cents mètres de long fait face au sud du château.
Le château change de mains à quelques reprises, notamment au profit de Pierre de Turgis au XVe siècle puis à son gendre Louis de Courtils. Le domaine appartient depuis lors à la même famille.
Louis 1er des Courtils fait construire l'aile du logis neuf en 1530, à la pointe nord-est.
C'est au château de Merlemont qu'Odet de Coligny, évêque de Beauvais, se convertit au protestantisme en 1561. Jean 1er des Courtils part alors en guerre contre le roi et le château est saccagé par les catholiques.
Aux XVIIe et XVIIIe siècles, le château était entouré de dépendances : communs, lavoir, maison de maître, séchoir et ferme.
L'escalier d'honneur voulu par Jean de Courtils 3e du nom, de style romantique, date de 1675. Il fait de grands aménagements dans le parc avec notamment 8 allées de charmilles, il aménage une cour d’honneur au sud-est du château, prolonge la façade, crée un colombier et décore le grand salon de tapisseries beauvaisiennes.
Le château a subi un incendie vers 1736.
À la Révolution, le blason de la famille sur le fronton du bâtiment est détruit.
L'aile du logis neuf est remplacé en 1858 par une aile classique en brique et pierre.
Le château est agrandi au XIXe siècle. Il subit de graves dommages lors des bombardements les 25, 27 juin et 5 juillet 1944 car les Allemands de la Flakregiment 155 (W) , dont la fonction principale était le lancement de bombes volantes V1, occupaient les lieux.
La façade ouest est reconstruite en 1965 dans un style néoclassique au cours d'une grande campagne de conservation.
Une seconde est entreprise en 1995. Depuis lors, chaque année, des campagnes de réhabilitation sont mises en œuvre. En 1998, le lavoir en contrebas du château est restauré.
Par arrêté du 25 juin 2020, les parties anciennes du château non protégées à savoir le pignon sud, le parc en totalité, le séchoir en totalité et le lavoir, façades et toitures, le grand mur de soutènement de la terrasse du parc, l'ancien potager et l'escalier d'honneur sont inscrits aux monuments historiques.

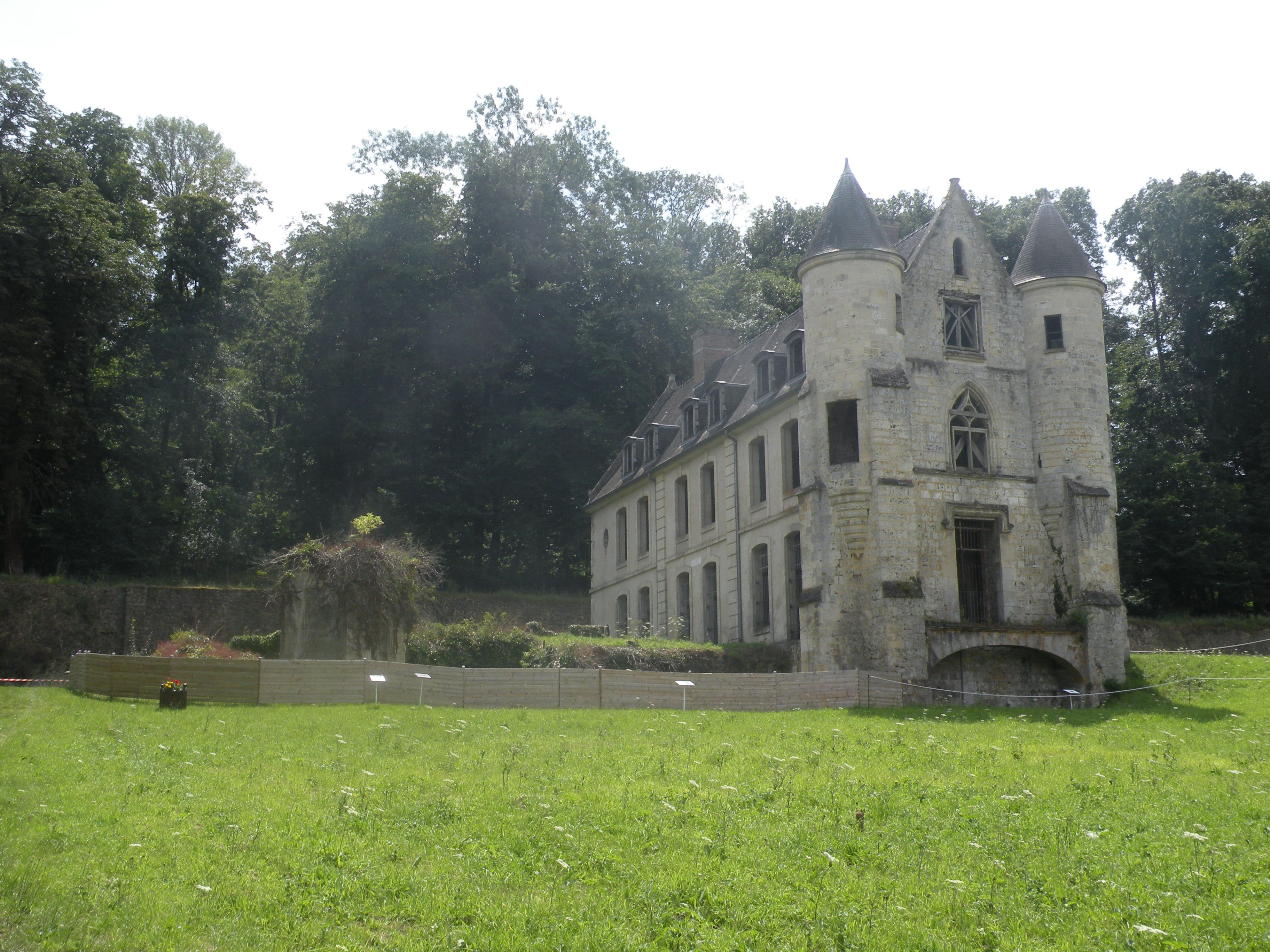
Façade Nord du château.
Blason de la famille des Courtils.
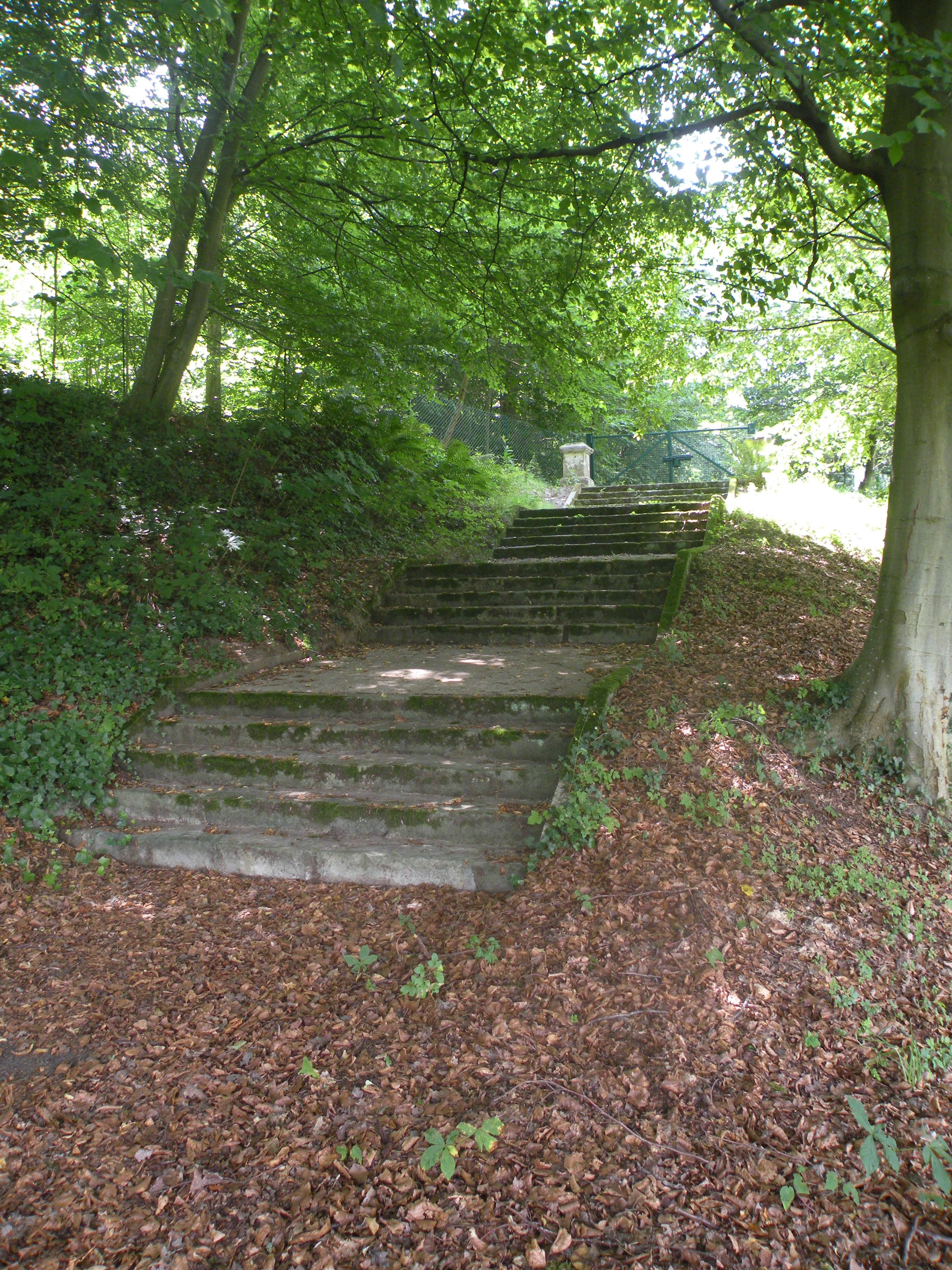
L'escalier d'honneur.
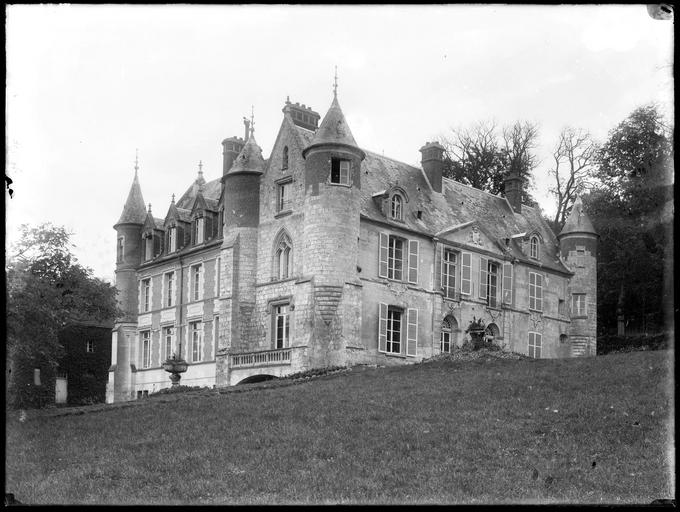
Photographie d'avant guerre.